# Diana Rast
Diana Rast (nascida em 28 de agosto de 1970) é uma ex-ciclista suíça. Venceu a edição de 2000 do Campeonato da Suíça de Ciclismo em Estrada. Competiu nos Jogos Olímpicos de Verão de 1996, onde foi membro da equipe suíça de ciclismo que terminou em décimo quinto lugar no contrarrelógio por equipes. Obteve a mesma posição na prova de estrada individual feminina.